# かたいけの
『かたいけの』は、2009年4月4日から2011年3月26日まで福井放送（FBCラジオ）で放送されていたワイド番組。
1993年10月から1994年3月まで同局で放送されていた同名番組の復活版で、オリジナル版と同様に清田精二がパーソナリティを務めていた。福井弁で「元気ですか？」を意味する言葉がそのまま番組タイトルになっている。放送時間は毎週土曜 8時00分 - 10時45分（日本標準時）。

## パーソナリティ
- 清田精二、鶴渕さやか（2010年4月3日まで）[1]
- 清田精二、佐々木愛（2010年4月10日から）[2]

## タイムテーブル
番組終了時のものを記載。福井放送公式サイトのラジオ番組表からの参考。
- 08:05 目覚めの一曲
- 08:10 ニュース・天気予報
- 08:35 ウィークエンドニュース
- 08:45 朝の交通情報
- 08:55 県内今日の動き
- 09:00 ニュース・天気予報
- 09:15 コミックソング大全集
- 09:30 ラジオいろいろ玉手箱
- 09:40 こんにちは！朝日新聞福井総局です
- 09:50 FBCラジオショッピング
- 10:00 ニュース
- 10:05 くらしのお天気情報
- 10:25 エコーメイト
- 10:35 ふくい元気通信

## タイアップ商品
サークルKサンクスとのタイアップにより、番組は佐々木愛プロデュースのオリジナル弁当「愛のとり唐弁当」と「愛のペペロンチーノ」を同社と共同企画・発売した。どちらも福井県産の食材を使ったコンビニ弁当で、番組終了1か月前の2011年2月15日から2月28日まで北陸3県のサークルKサンクス各店で販売された。